# Puncak Jaya
Puncak Jaya, imenovan tudi Carstenszova piramida, Mount Jayawijaya in Mount Carstensz je s 4884 metri najvišji vrh Indonezije, ki se nahaja na otoku Nova Gvineja. Hkrati je najvišji otoški vrh na svetu ter najvišji vrh Oceanije. Nahaja se v pogorju Sudirman na zahodu Indonezijske province Papue. 
4 km zahodno od Puncak Jaye leži največji rudnik zlata in bakra, Grasberg. 
Za dostop na vrh morajo danes alpinisti pridobiti vladno odobritev. Med letoma 1995 in 2005 je bil dostop na vrh turistom in alpinistom prepovedan.